# Andrew Haslam
Pour les articles homonymes, voir Haslam.
Andrew Haslam (23 juin 1846-10 avril 1923) est un homme politique canadien de la Colombie-Britannique. Il est député fédérale libéral-conservateur de la circonscription britanno-colombienne de Vancouver d'une élection partielle en 1893 à 1896.
Il est aussi député provincial indépendant dans la circonscription britanno-colombienne de Nanaimo d'une élection partielle en 1889 à 1890.

## Biographie
Né à Woodhill dans le comté de Donegal dans le Royaume-Uni de Grande-Bretagne et d'Irlande (Irlande), Haslam sert comme maire de Nanaimo de 1892 à 1893 et a siégé comme conseiller municipal de Nanaimo pendant trois mandats.
Une route au nord de l'aéroport de Nanaimo est nommée en son honneur.